# Zaur Botajew
Zaur Amałudinowicz Botajew (ros. Заур Амалудинович Ботаев; ur. 6 maja 1979) – rosyjski zapaśnik walczący w stylu wolnym. Brązowy medalista mistrzostw świata w 2002. Mistrz Europy w 2002. Piąty w Pucharze Świata w 2007. Mistrz świata wojskowych w 2001. Mistrz świata juniorów w 1998 i Europy juniorów w 1998 i 1999. Wicemistrz Rosji w 2002, 2003 i 2007, a trzeci w 2004, 2005 i 2006.